# Varietés
Varietés és una pel·lícula espanyola dramàtica del 1971 dirigida per Juan Antonio Bardem i protagonitzada per Sara Montiel, Vicente Parra i Chris Avram. Es tracta d'una pel·lícula centrada en recomposar la imatge de la protagonista principal però fou un fracàs comercial.

## Argument
La companyia "Varietés 30" recorre tot Espanya amb gran èxit. Ana Marques, la segona vedette de la companyia, espera una oportunitat per a demostrar el seu talent i ocupar el lloc de la primera vedette Carmen Alonso, alhora que intenta desenganyar Miguel, jove músic de família benestant que està enamorat d'ella. En aquests moments, Ana coneix Arturo, un ric empresari teatral, que li ofereix el seu debut com a primera vedette a canvi dels seus favors sentimentals. Ana accedeix a la proposta i el que va començar com un assumpte d'interessos, acaba com una veritable història d'amor. Ana debuta com a primera vedette i obté un èxit rotund.

## Repartiment
- Sara Montiel - Ana Marqués
- Vicente Parra - Miguel Solís
- Chris Avram - Arturo Robles
- Trini Alonso - Carmen Soler
- José María Mompín - Manolo
- Antonio Ferrandis - D. Antonio
- Emilio Laguna - Jimmy Fernández
- Rafael Alonso - Ernesto Sánchez
- José Morales - Traspunte
- Miguel del Castillo - Representant
- Rafael Conesa - Mestre Juanito Blanco
- Pilar Bardem - Bella ajudant
- Ramón Centenero - Coreògraf
- Santiago Ontañón - Decorador

## Premis i nominacions
Sara Montiel fou nominada al Fotogramas de Plata 1971 pel seu paper, que sí li va valdre el premi del Sindicat Nacional de l'Espectacle de 1971.